# Satyrus lactaea
Satyrus lactaea är en fjärilsart som beskrevs av Andrej Nikolajewitsch Avinoff och Sweadner 1951. Satyrus lactaea ingår i släktet Satyrus och familjen praktfjärilar. Inga underarter finns listade.